# Reinhold Bartmann
Reinhold Bartmann (* 18. Januar 1961 in Kemnath) ist ein deutscher Priester der Diözese Regensburg und seit dem 1. November 2013 Militärgeneralvikar und Leiter des Katholischen Militärbischofsamtes.

## Leben
Bartmann wuchs in der Oberpfalz auf und besuchte ein Gymnasium in Weiden in der Oberpfalz, das er 1980 mit dem Abitur verließ. Im Anschluss leistete er zunächst seinen Grundwehrdienst und verpflichtete sich währenddessen von 1980 bis 1982 als Soldat auf Zeit und absolvierte in dieser Zeit die zweijährige Ausbildung zum Reserveoffizier. Nach der Ernennung zum Leutnant der Reserve absolvierte er noch eine Ausbildung zum Bankkaufmann, bevor er ein Studium der Theologie in Regensburg und Innsbruck aufnahm. 1989 wurde er im Regensburger Dom zum Priester geweiht und war danach für etwa drei Jahre Kaplan in Ergolding bei Landshut.
Seit 1993 ist Bartmann in der Militärseelsorge tätig. Als Standortpfarrer war er zunächst vier Jahre in Bad Reichenhall und danach noch einmal etwa vier Jahre in Regensburg tätig. Während seiner Zeit in Regensburg wurde Bartmann 1997 Militärdekan und zusätzlich stellvertretender Katholischer Wehrbereichsdekan VI (verantwortlich für Bayern). In seine Zeit ins Regensburg fallen drei Teilnahmen als Pfarrer an Auslandseinsätzen der Bundeswehr auf dem Balkan: 1996 bei IFOR in Benkovac, Visoko und Sarajevo, 1998 bei SFOR in Rajlovac sowie 1999 bei KFOR in Tetovo und Prizren.
Bartmann wurde am 1. März 2001 zum Katholischen Leitenden Militärdekan München ernannt, der die Dienstaufsicht über die katholische Militärgeistlichkeit in den Bundesländern Bayern und Baden-Württemberg innehat, am 23. September 2007 ernannte ihn Papst Benedikt XVI. zum Päpstlichen Ehrenkaplan, sodass er seitdem den Titel des Monsignore führt. 2009 wurde er zudem Vorsitzender des Verwaltungsrats der Katholischen Soldatenseelsorge.
Seit dem 1. November 2013 ist er Militärgeneralvikar und Leiter des Katholischen Militärbischofsamtes.